# Raichana Waliullowna Kunakowa
Raichana Waliullowna Kunakowa (russisch Райхана Валиулловна Кунакова; * 9. September 1946 in der Siedlung Bljawtamak zwischen Mednogorsk und Kuwandyk) ist eine sowjetisch-russische Chemikerin und Hochschullehrerin.

## Leben
Kunakowa war die jüngste Tochter einer baschkirischen Bauernfamilie. Ihr Vater Waliulla Turkejewitsch Kunakow machte als Soldat der Roten Armee den Deutsch-Sowjetischen Krieg bis Berlin mit und arbeitete dann im Kolchos. Alle Kinder erhielten eine Hochschulausbildung.
Kunakowa besuchte die Mittelschule Nr. 6 in Mednogorsk mit Abschluss 1964 und studierte dann in Swerdlowsk am Uraler Polytechnischen Institut mit Abschluss 1969. Darauf arbeitete sie in einer Fabrik in Ufa.
1970 begann Kunakowa die Aspirantur im Institut für Chemie der Baschkirischen Filiale der Akademie der Wissenschaften der UdSSR in Ufa bei Genrich Alexandrowitsch Tolstikow, dessen Aspirant Ussein Memetowitsch Dschemilew ihr Lehrer wurde. 1973 wurde sie wissenschaftliche Mitarbeiterin des Instituts für Chemie. 1974 verteidigte sie mit Erfolg ihre Dissertation über die Synthese von Thiacyclan für die Promotion zur Kandidatin der chemischen Wissenschaften.
Kunokowas Forschungsschwerpunkte wurden die Metallkomplex-Katalyse und die natürlichen Biopolymer-Materialien. Für die organischen Schwefelverbindungen fand sie neue chemische Reaktionen und entwickelte neue Methoden für die Heterocyclisierung der Diene und Alkine, um praktisch wichtige Thioether, Sulfoxide und Sulfone zu erhalten. Sie entwickelte Materialien für die Gerberei. 1989 verteidigte Kunakowa mit Erfolg ihre Doktor-Dissertation über neue Reaktionen und Methoden der Synthese von organischen Schwefelverbindungen mit homogenen Metallkomplex-Katalysatoren für die Promotion zur Doktorin der chemischen Wissenschaften.
Ab 1990 lehrte Kunakowa am Ufaer Technologischen Institut für Service (jetzt Ufaer Staatliche Universität für Ökonomie und Service) und leitete ab 1991 mit Ernennung zur Professorin den Lehrstuhl für spezielle chemische Technologie. Ihr Arbeitsschwerpunkt wurden die Gärungsverfahren der Weinherstellung. 1994 wurde sie Dekanin und 1997 Prorektorin für die wissenschaftliche Arbeit (bis 2003). Sie betreute 20 Kandidat-Dissertationen und 2 Doktor-Dissertationen. Sie ist Autorin bzw. Mitautorin von mehr als 360 wissenschaftlichen Arbeiten (darunter 124 Patente). 1998 wurde sie zum Korrespondierenden Mitglied und 2012 zum Vollmitglied der Akademie der Wissenschaften der Republik Baschkortostan (AN-RB) gewählt, deren Vizepräsidentin sie 2011 geworden war. Sie ist Vorstandsmitglied der Gesellschaft der Baschkirischen Frauen.

## Ehrungen, Preise
- Medaille „Veteran der Arbeit“ (1990)
- Ehrenurkunde des Staatskomitees für mittlere und höhere Berufsbildung der Republik Baschkortostan (1996, 2001)
- Verdiente Wissenschaftlerin der Republik Baschkortostan (1997)
- Ehrenarbeiter der Wissenschaft und Technik der Russischen Föderation (2007)[2]